# Jamahiriya
Jamahiriya eller jamahiriyya (arabiska: جماهيرية jamāhīriyyah) var ett politiskt system som tillämpades 1977–2011 av Muammar al-Gaddafi när han styrde Libyen. Gaddafi menade att jamahiriya innebar ett folkstyre och att Libyen var en direktdemokrati. Observatörer som Human Rights Watch, Amnesty och Freedom House menade dock att Libyen var en hård diktatur.
Jamahiriyya är också det arabiska namnet för den antika staden Sabratha.